# Luxor (guvernement)
Luxor (Al Uqsur, محافظة الأصق) er et guvernement i Egypten, beliggende centralt i den sydlige del af landet langs Nilen.
Luxor er det mindste guvernement i Egypten, og består af området omkring byen Luxor. Guvernementet blev oprettet 7. december 2009 og er dermed Egyptens nyeste guvernement; det tilhørte tidligere guvernementet Qina. I og omkring Luxor ligger nogle af de vigtigste arkæologiske fundsteder i Egypten.

## Eksterne kilder og henvisninger
1. ↑  Areal og befolkning

- Wikimedia Commons har flere filer relateret til Luxor (guvernement)

25°39′N 32°39′Ø / 25.650°N 32.650°Ø